# Georges Méliès
Georges Méliès (8. december 1861 – 21. januar 1938) var en fransk filminstruktør, skuespiller, illusionist, tryllekunstner og opfinder. Han var en af de tidligste pionerer inden for filmen og var en sand innovator. Hans film er blevet refereret til som trickfilm, da han ofte benyttede sig af tricks til at fortælle sine historier på film, såsom jump-cuts, dublering mm., hvilket senere i filmhistorien blev normen. Han huskes mest i dag for filmen Rejsen til månen fra 1902, som regnes for en af de vigtigste film nogensinde.
Méliès var uhyre produktiv og producerede hundredvis af film i sin aktive karriere, men stort set alle hans værker eksisterer ikke mere, da han solgte sine film pga. finansielle problemer. Filmrullerne blev smeltet om og nitratet genbrugt.
3. maj 2018 dedikerede Google deres Google Doodle som en hyldest til den franske illusionist og filminstruktør Georges Méliès' liv og kunst.